# 베이불 분포
통계학에서 베이불 분포(영어: Weibull distribution)은 연속 확률 분포의 하나이다. 발로디 베이불(스웨덴어: Waloddi Weibull)의 이름에서 따왔다. 입자의 분포를 다루는 경우 로신-램러 분포(Rosin-Rammler distribution)라고 부르기도 한다.
베이불 분포는 유연하기 때문에 수명 데이터 분석에 자주 쓰이는데 정상분포나 지수분포같은 다른 통계적인 분포를 흉내낼수도 있다.  주로 산업현장에서 부품의 수명을 추정하는 데 사용되며, 고장날 확률이 시간이 지나면서 높아지는 경우와 줄어드는 경우와 일정한 경우 모두 추정 할 수 있다. 고장날 확률이 시간에 따라 일정한 경우는 지수분포와 같다.
{\displaystyle f(x;k,\lambda )={k \over \lambda }\left({x \over \lambda }\right)^{k-1}e^{-(x/\lambda )^{k}}\,}

## 사용의 예
베이불 분포는 다음과 같은 경우의 분석에 쓰인다.
- 부품의 수명 추정 분석
- 산업 현장에서 어떤 제품의 제조와 배달에 걸리는 시간을 나타낸다.
- 날씨예보
- 신뢰성공학에서 실패분석

## 같이 보기
- 로지스틱 분포
- 입도분포 곡선
- 레일리 분포